# Béatrice de Montluçon
Béatrice de Montluçon est la femme d'Archambaud VIII de Bourbon, dit Archambaud le Grand, sire de Bourbon dans la première moitié du XIIIe siècle.

## Biographie
Béatrice, ou Béatrix, de Montluçon est la fille d'Archambaud II de Montluçon, seigneur de Montluçon. Elle épouse Archambaud le Grand, le projet de mariage (1205-1206) de celui-ci avec Guiguone de Forez ayant été rompu. Avec ce mariage, Montluçon entre définitivement dans le domaine de Bourbon.
Elle est la mère de Marguerite de Bourbon, reine de Navarre, d'Archambaud IX de Bourbon, de Béatrix de Bourbon, épouse de Béraud VI, seigneur de Mercœur, de Marie de Bourbon-Dampierre, épouse de Jean Ier de Dreux, comte de Dreux, et de Guillaume de Bourbon, seigneur de Bessay.
Elle a été inhumée avec son mari dans l'église de l'abbaye Notre-Dame de Bellaigue, à Virlet, où se trouvent leurs gisants.